# سوچی (ایتالیا)
سوچی (انگلیسی: Socii) کنفدراسیون روم باستان بودند و یکی از سه فرقه قانونی در ایتالیای رومی (ایتالیا) را به همراه شهروندان رومی و لاتینی‌ها تشکیل دادند.